# Manuel y Clemente
Manuel y Clemente es una película española de 1986 rodada por el director Javier Palmero.

## Argumento
Una pareja de homosexuales, Manuel Alonso Corral (Juan Jesús Valverde) y Clemente Domínguez y Gómez (Ángel de Andrés López), se aprovecha de una supuesta aparición mariana en El Palmar de Troya, un pueblo de la provincia de Sevilla, para fundar la Iglesia Católica Palmariana, una escisión de la Iglesia católica que no cuenta con la aprobación del Papa.